# 5e étape du Tour d'Italie 2017
Pour un article plus général, voir Tour d'Italie 2017.
La 5e étape du Tour d'Italie 2017 se déroule le mercredi 10 mai 2017, entre Pedara et Messine sur une distance de 159 km.

## Résultats

### Classement de l'étape
| \| Classement de l'étape \| Classement de l'étape \| Classement de l'étape \| Classement de l'étape \| Classement de l'étape \| \| Coureur \| Coureur \| Pays \| Équipe \| Temps \| \| --------------------- \| --------------------- \| --------------------- \| ----------------------------- \| --------------------- \| \| 1er \| Fernando Gaviria \| Colombie \| Quick-Step Floors \| 3 h 40 min 11 s \| \| 2e \| Jakub Mareczko \| Italie \| Wilier Triestina-Selle Italia \| + 0 s \| \| 3e \| Sam Bennett \| Irlande \| Bora-Hansgrohe \| + 0 s \| \| 4e \| André Greipel \| Allemagne \| Lotto-Soudal \| + 0 s \| \| 5e \| Phil Bauhaus \| Allemagne \| Team Sunweb \| + 0 s \| \| 6e \| Kristian Sbaragli \| Italie \| Dimension Data \| + 0 s \| \| 7e \| Ryan Gibbons \| Afrique du Sud \| Dimension Data \| + 0 s \| \| 8e \| Roberto Ferrari \| Italie \| UAE Team Emirates \| + 0 s \| \| 9e \| Jasper Stuyven \| Belgique \| Trek-Segafredo \| + 0 s \| \| 10e \| Enrico Battaglin \| Italie \| LottoNL-Jumbo \| + 0 s \| |                   |                |                               |                 |
| |                   |                |                               |                 |
| Source : ProCyclingStats |                   |                |                               |                 |
| Classement de l'étape |                   |                |                               |                 |
| Coureur | Coureur           | Pays           | Équipe                        | Temps           |
| 1er | Fernando Gaviria  | Colombie       | Quick-Step Floors             | 3 h 40 min 11 s |
| 2e | Jakub Mareczko    | Italie         | Wilier Triestina-Selle Italia | + 0 s           |
| 3e | Sam Bennett       | Irlande        | Bora-Hansgrohe                | + 0 s           |
| 4e | André Greipel     | Allemagne      | Lotto-Soudal                  | + 0 s           |
| 5e | Phil Bauhaus      | Allemagne      | Team Sunweb                   | + 0 s           |
| 6e | Kristian Sbaragli | Italie         | Dimension Data                | + 0 s           |
| 7e | Ryan Gibbons      | Afrique du Sud | Dimension Data                | + 0 s           |
| 8e | Roberto Ferrari   | Italie         | UAE Team Emirates             | + 0 s           |
| 9e | Jasper Stuyven    | Belgique       | Trek-Segafredo                | + 0 s           |
| 10e | Enrico Battaglin  | Italie         | LottoNL-Jumbo                 | + 0 s           |

### Points attribués
|   | Cycliste            | Nat       | Équipe                | Pts | Bonif |
| - | ------------------- | --------- | --------------------- | --- | ----- |
| 1 | Maciej Paterski     | Pologne   | CCC Sprandi Polkowice | 20  | 3 s   |
| 2 | Evgeny Shalunov     | Russie    | Gazprom-RusVelo       | 12  | 2 s   |
| 3 | Fernando Gaviria    | Colombie  | Quick-Step Floors     | 8   | 1 s   |
| 4 | Jasper Stuyven      | Belgique  | Trek-Segafredo        | 6   |       |
| 5 | Valerio Agnoli      | Italie    | Bahrain-Merida        | 4   |       |
| 6 | Eros Capecchi       | Italie    | Quick-Step Floors     | 3   |       |
| 7 | Pieter Serry        | Belgique  | Quick-Step Floors     | 2   |       |
| 8 | Maximiliano Richeze | Argentine | Quick-Step Floors     | 1   |       |

|   | Cycliste                | Nat       | Équipe                | Pts | Bonif |
| - | ----------------------- | --------- | --------------------- | --- | ----- |
| 1 | Maciej Paterski         | Pologne   | CCC Sprandi Polkowice | 20  | 3 s   |
| 2 | Evgeny Shalunov         | Russie    | Gazprom-RusVelo       | 12  | 2 s   |
| 3 | Fernando Gaviria        | Colombie  | Quick-Step Floors     | 8   | 1 s   |
| 4 | Jasper Stuyven          | Belgique  | Trek-Segafredo        | 6   |       |
| 5 | Maximiliano Richeze     | Argentine | Quick-Step Floors     | 4   |       |
| 6 | Iljo Keisse             | Belgique  | Quick-Step Floors     | 3   |       |
| 7 | Bart De Clercq          | Belgique  | Lotto-Soudal          | 2   |       |
| 8 | Christopher Juul Jensen | Danemark  | Orica-Scott           | 1   |       |

| - Sprint final de Messine (km 159) \| \| Cycliste \| Nat \| Équipe \| Points \| Bonif \| \| -- \| ---------------------- \| -------------- \| ----------------------------- \| ------ \| ----- \| \| 1 \| Fernando Gaviria \| Colombie \| Quick-Step Floors \| 50 \| 10 s \| \| 2 \| Jakub Mareczko \| Italie \| Wilier Triestina-Selle Italia \| 35 \| 6 s \| \| 3 \| Sam Bennett \| Irlande \| Bora-Hansgrohe \| 25 \| 4 s \| \| 4 \| André Greipel \| Allemagne \| Lotto-Soudal \| 18 \| \| \| 5 \| Phil Bauhaus \| Allemagne \| Sunweb \| 14 \| \| \| 6 \| Kristian Sbaragli \| Italie \| Dimension Data \| 12 \| \| \| 7 \| Ryan Gibbons \| Afrique du Sud \| Dimension Data \| 10 \| \| \| 8 \| Roberto Ferrari \| Italie \| UAE Emirates \| 8 \| \| \| 9 \| Jasper Stuyven \| Belgique \| Trek-Segafredo \| 7 \| \| \| 10 \| Enrico Battaglin \| Italie \| Lotto NL-Jumbo \| 6 \| \| \| 11 \| Viatcheslav Kouznetsov \| Russie \| Katusha-Alpecin \| 5 \| \| \| 12 \| Alexey Tsatevitch \| Russie \| Gazprom-RusVelo \| 4 \| \| \| 13 \| Adam Yates \| Royaume-Uni \| Orica-Scott \| 3 \| \| \| 14 \| Jan Tratnik \| Slovénie \| CCC Sprandi Polkowice \| 2 \| \| \| 15 \| Matteo Montaguti \| Italie \| AG2R La Mondiale \| 1 \| \| |                        |                |                               |        |       |
| | Cycliste               | Nat            | Équipe                        | Points | Bonif |
| 1 | Fernando Gaviria       | Colombie       | Quick-Step Floors             | 50     | 10 s  |
| 2 | Jakub Mareczko         | Italie         | Wilier Triestina-Selle Italia | 35     | 6 s   |
| 3 | Sam Bennett            | Irlande        | Bora-Hansgrohe                | 25     | 4 s   |
| 4 | André Greipel          | Allemagne      | Lotto-Soudal                  | 18     |       |
| 5 | Phil Bauhaus           | Allemagne      | Sunweb                        | 14     |       |
| 6 | Kristian Sbaragli      | Italie         | Dimension Data                | 12     |       |
| 7 | Ryan Gibbons           | Afrique du Sud | Dimension Data                | 10     |       |
| 8 | Roberto Ferrari        | Italie         | UAE Emirates                  | 8      |       |
| 9 | Jasper Stuyven         | Belgique       | Trek-Segafredo                | 7      |       |
| 10 | Enrico Battaglin       | Italie         | Lotto NL-Jumbo                | 6      |       |
| 11 | Viatcheslav Kouznetsov | Russie         | Katusha-Alpecin               | 5      |       |
| 12 | Alexey Tsatevitch      | Russie         | Gazprom-RusVelo               | 4      |       |
| 13 | Adam Yates             | Royaume-Uni    | Orica-Scott                   | 3      |       |
| 14 | Jan Tratnik            | Slovénie       | CCC Sprandi Polkowice         | 2      |       |
| 15 | Matteo Montaguti       | Italie         | AG2R La Mondiale              | 1      |       |

### Cols et côtes
| - Côte de Andronico Sant'Alfio, 4e catégorie (km 38,4) \| \| Cycliste \| Pays \| Équipe \| Points \| \| - \| -------------------- \| -------- \| --------------------- \| ------ \| \| 1 \| Maciej Paterski \| Pologne \| CCC Sprandi Polkowice \| 3 \| \| 2 \| Evgeny Shalunov \| Russie \| Gazprom-RusVelo \| 2 \| \| 3 \| Daniel Teklehaimanot \| Érythrée \| Dimension Data \| 1 \| |                      |          |                       |        |
| | Cycliste             | Pays     | Équipe                | Points |
| 1 | Maciej Paterski      | Pologne  | CCC Sprandi Polkowice | 3      |
| 2 | Evgeny Shalunov      | Russie   | Gazprom-RusVelo       | 2      |
| 3 | Daniel Teklehaimanot | Érythrée | Dimension Data        | 1      |

## Classements à l'issue de l'étape

### Classement général
| \| Classement général \| Classement général \| Classement général \| Classement général \| Classement général \| \| Coureur \| Coureur \| Pays \| Équipe \| Temps \| \| ------------------ \| ------------------ \| ------------------ \| ------------------ \| ------------------ \| \| 1er \| Bob Jungels \| Luxembourg \| Quick-Step Floors \| 23 h 22 min 07 s \| \| 2e \| Geraint Thomas \| Royaume-Uni \| Team Sky \| + 6 s \| \| 3e \| Adam Yates \| Royaume-Uni \| Orica-Scott \| + 10 s \| \| 4e \| Domenico Pozzovivo \| Italie \| AG2R La Mondiale \| + 10 s \| \| 5e \| Vincenzo Nibali \| Italie \| Bahrain-Merida \| + 10 s \| \| 6e \| Tom Dumoulin \| Pays-Bas \| Team Sunweb \| + 10 s \| \| 7e \| Nairo Quintana \| Colombie \| Movistar Team \| + 10 s \| \| 8e \| Bauke Mollema \| Pays-Bas \| Trek-Segafredo \| + 10 s \| \| 9e \| Tejay van Garderen \| États-Unis \| BMC Racing Team \| + 10 s \| \| 10e \| Andrey Amador \| Costa Rica \| Movistar Team \| + 10 s \| |                    |             |                   |                  |
| |                    |             |                   |                  |
| Source : ProCyclingStats |                    |             |                   |                  |
| Classement général |                    |             |                   |                  |
| Coureur | Coureur            | Pays        | Équipe            | Temps            |
| 1er | Bob Jungels        | Luxembourg  | Quick-Step Floors | 23 h 22 min 07 s |
| 2e | Geraint Thomas     | Royaume-Uni | Team Sky          | + 6 s            |
| 3e | Adam Yates         | Royaume-Uni | Orica-Scott       | + 10 s           |
| 4e | Domenico Pozzovivo | Italie      | AG2R La Mondiale  | + 10 s           |
| 5e | Vincenzo Nibali    | Italie      | Bahrain-Merida    | + 10 s           |
| 6e | Tom Dumoulin       | Pays-Bas    | Team Sunweb       | + 10 s           |
| 7e | Nairo Quintana     | Colombie    | Movistar Team     | + 10 s           |
| 8e | Bauke Mollema      | Pays-Bas    | Trek-Segafredo    | + 10 s           |
| 9e | Tejay van Garderen | États-Unis  | BMC Racing Team   | + 10 s           |
| 10e | Andrey Amador      | Costa Rica  | Movistar Team     | + 10 s           |

### Classement du meilleur jeune
| Classement du meilleur jeune | Classement du meilleur jeune | Classement du meilleur jeune | Classement du meilleur jeune | Classement du meilleur jeune |
|                              | Coureur                      | Pays                         | Équipe                       | Temps                        |
| ---------------------------- | ---------------------------- | ---------------------------- | ---------------------------- | ---------------------------- |
| 1er                          | Bob Jungels                  | Luxembourg                   | Quick-Step Floors            | en 23 h 22 min 7 s           |
| 2e                           | Adam Yates                   | Royaume-Uni                  | Orica-Scott                  | + 10 s                       |
| 3e                           | Davide Formolo               | Italie                       | Cannondale-Drapac            | + 10 s                       |
| 4e                           | Jan Polanc                   | Slovénie                     | UAE Emirates                 | + 58 s                       |
| 5e                           | Simone Petilli               | Italie                       | UAE Emirates                 | + 1 min 14 s                 |
| modifier                     |                              |                              |                              |                              |

### Classement aux points
| Classement par points | Classement par points | Classement par points | Classement par points         | Classement par points |
| Coureur               | Coureur               | Pays                  | Équipe                        | Points                |
| --------------------- | --------------------- | --------------------- | ----------------------------- | --------------------- |
| 1er                   | Fernando Gaviria      | Colombie              | Quick-Step Floors             | 138 pts               |
| 2e                    | André Greipel         | Allemagne             | Lotto-Soudal                  | 99 pts                |
| 3e                    | Kristian Sbaragli     | Italie                | Dimension Data                | 76 pts                |
| 4e                    | Daniel Teklehaimanot  | Érythrée              | Dimension Data                | 74 pts                |
| 5e                    | Jasper Stuyven        | Belgique              | Trek-Segafredo                | 62 pts                |
| 6e                    | Eugert Zhupa          | Albanie               | Wilier Triestina-Selle Italia | 60 pts                |
| 7e                    | Lukas Pöstlberger     | Autriche              | Bora-Hansgrohe                | 51 pts                |
| 8e                    | Caleb Ewan            | Australie             | Orica-Scott                   | 50 pts                |
| 9e                    | Roberto Ferrari       | Italie                | UAE Team Emirates             | 46 pts                |
| 10e                   | Giacomo Nizzolo       | Italie                | Trek-Segafredo                | 43 pts                |

### Classement du meilleur grimpeur
| Classement du meilleur grimpeur | Classement du meilleur grimpeur | Classement du meilleur grimpeur | Classement du meilleur grimpeur | Classement du meilleur grimpeur |
| ------------------------------- | ------------------------------- | ------------------------------- | ------------------------------- | ------------------------------- |
|                                 | Coureur                         | Pays                            | Équipe                          | Point(s)                        |
| 1er                             | Jan Polanc                      | Slovénie                        | UAE Emirates                    | 43 points                       |
| 2e                              | Daniel Teklehaimanot            | Érythrée                        | Dimension Data                  | 23 pts                          |
| 3e                              | Ilnur Zakarin                   | Russie                          | Katusha-Alpecin                 | 18 pts                          |
| 4e                              | Jacques Janse van Rensburg      | Afrique du Sud                  | Dimension Data                  | 15 pts                          |
| 5e                              | Geraint Thomas                  | Royaume-Uni                     | Sky                             | 12 pts                          |
| modifier                        |                                 |                                 |                                 |                                 |

### Classements par équipes

#### Classement au temps
| Classement par équipes | Classement par équipes | Classement par équipes | Classement par équipes |
| Équipe                 | Équipe                 | Pays                   | Temps                  |
| ---------------------- | ---------------------- | ---------------------- | ---------------------- |
| 1re                    | Cannondale-Drapac      | États-Unis             | 70 h 06 min 51 s       |
| 2e                     | UAE Team Emirates      | Émirats arabes unis    | + 7 s                  |
| 3e                     | Movistar Team          | Espagne                | + 36 s                 |
| 4e                     | Astana                 | Kazakhstan             | + 3 min 03 s           |
| 5e                     | Bahrain-Merida         | Bahreïn                | + 3 min 20 s           |
| 6e                     | AG2R La Mondiale       | France                 | + 5 min 07 s           |
| 7e                     | Team Sunweb            | Allemagne              | + 7 min 20 s           |
| 8e                     | Sky                    | Royaume-Uni            | + 7 min 20 s           |
| 9e                     | FDJ                    | France                 | + 8 min 46 s           |
| 10e                    | Trek-Segafredo         | États-Unis             | + 9 min 59 s           |

#### Classement aux points
| Classement par équipes aux points | Classement par équipes aux points | Classement par équipes aux points | Classement par équipes aux points |
| Équipe                            | Équipe                            | Pays                              | Points                            |
| --------------------------------- | --------------------------------- | --------------------------------- | --------------------------------- |
| 1re                               | Quick-Step Floors                 | Belgique                          | 168 pts                           |
| 2e                                | UAE Team Emirates                 | Émirats arabes unis               | 135 pts                           |
| 3e                                | Dimension Data                    | Afrique du Sud                    | 133 pts                           |
| 4e                                | Bora-Hansgrohe                    | Allemagne                         | 127 pts                           |
| 5e                                | Trek-Segafredo                    | États-Unis                        | 102 pts                           |
| 6e                                | Lotto-Soudal                      | Belgique                          | 99 pts                            |
| 7e                                | Wilier Triestina-Selle Italia     | Italie                            | 67 pts                            |
| 8e                                | Orica-Scott                       | Australie                         | 61 pts                            |
| 9e                                | Gazprom-RusVelo                   | Russie                            | 49 pts                            |
| 10e                               | Katusha-Alpecin                   | Suisse                            | 46 pts                            |